# Abstimmungsgebiet
Mit Abstimmungsgebiet bezeichnet man einen Landesteil, in dem die Bevölkerung – z. B. nach dem Ende eines Krieges – erklären kann, zu welchem der zur Wahl stehenden Staaten sie gehören möchte.

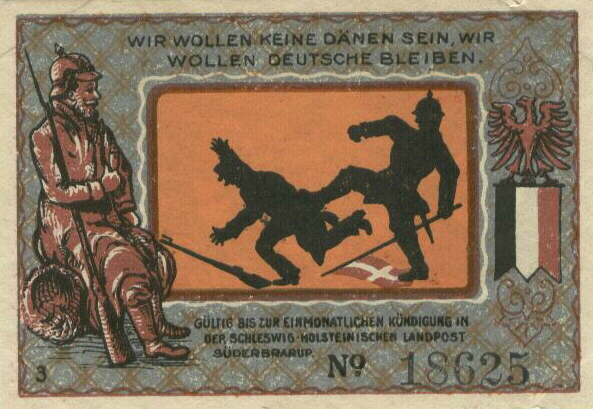
Notgeld aus Süderbrarup als Mittel der politischen Agitation

Ein Beispiel sind die Grenzgebiete des Deutschen Reichs und Deutschösterreichs, in denen 1920/1921 – ausgehend von dem Prinzip des Selbstbestimmungsrechts der Völker und aufgrund der Bestimmungen des Versailler Vertrags sowie des Friedensvertrags von Saint-Germain-en-Laye – Volksabstimmungen über ihre weitere staatliche Zugehörigkeit stattfanden.
Abstimmungsgebiete waren damals Nordschleswig, Eupen-Malmedy, die Bezirke Allenstein, Marienwerder und Oberschlesien sowie das südliche Kärnten. Das Saargebiet wurde für 15 Jahre der Verwaltung des Völkerbunds unterstellt, danach wurde in einer Volksabstimmung der Wiedervereinigung mit dem Deutschen Reich zugestimmt.
Am 24. Juli 1920 entschieden sich im deutsch-belgischen Grenz- und Abstimmungsgebiet Eupen-Malmedy bei einer sogenannten öffentlichen Konsultation eine Mehrheit der vorwiegend deutschsprachigen Bevölkerung für einen Anschluss an Belgien. Die Abstimmungsberechtigten standen dabei unter starkem Druck der belgischen Besatzungsmacht.

## Philatelie
In der Philatelie gelten Abstimmungsgebiete oft als eigenes Sammelgebiet.